# Marie-Théodore Voiron
Pour les articles homonymes, voir Voiron (homonymie).
Marie-Théodore Voiron, née le 6 avril 1835 à Chambéry (Savoie, France) sous le nom de Joséphine et morte le 17 juillet 1925 à Itu (État de São Paulo, Brésil), est une religieuse catholique française, membre des sœurs de Saint-Joseph de Chambéry. En 1989, elle est déclarée vénérable par le pape Jean-Paul II.

## Biographie
Joséphine Voiron est issue d'une riche famille de maraîchers. Atteinte de convulsions à l'âge de trois ans, elle guérit miraculeusement après un pèlerinage au sanctuaire Notre-Dame de Myans. Sa mère meurt ensuite à l'âge de trente ans, laissant ainsi cinq orphelins. C'est alors que son père les confie aux sœurs de Saint-Joseph de Chambéry qui vient d'ouvrir une école à Chambéry. En 1825, elle entre définitivement dans les ordres, au noviciat de Bellecombette, où elle prend le nom de Marie-Théodore. Trente ans plus tard, après avoir fait sa profession, elle est nommée directrice de l'externat où elle fut instruite.
En 1859, elle quitte sa ville natale pour Itu, dans le diocèse de São Paulo (aujourd'hui archidiocèse de São Paulo), au Brésil, afin de succéder à la défunte mère supérieure des sœurs de Saint-Joseph, qui viennent de s'installer dans la région. Elle ouvre tout d'abord une école à Itu, qui devient le seul internat pour fille de l'État de São Paulo, puis crée d'autres écoles. Elle fonde ensuite un hôpital en 1867 et prend la direction des hôpitaux, asiles de vieillards et sanatoriums des environs. En 1873, elle devient enfin provinciale du Brésil. 
Devenue infirme, elle renonce à toutes ses fonctions en 1921. Elle meurt le 17 juillet 1925. Entraînant un véritable deuil national, sa mort provoque également l'afflux de nombreux pèlerins sur sa tombe.

## Postérité
Le 6 avril 1935, le centenaire de sa naissance est célébré à Itu. Une rue de la ville est alors nommée en son honneur. Le 4 mai suivant, un buste en bronze à son image est inauguré. 
Le 18 février 1989, à la suite d'un long procès, le pape Jean-Paul II reconnaît l'« héroïcité de ses vertus » et la déclare ainsi vénérable.